# Amnesteophis melanauchen
Amnesteophis melanauchen là một loài rắn trong họ Colubridae. Loài này được Jan mô tả khoa học đầu tiên năm 1863.